# Peeranan Baukhai
Peeranan Baukhai (thailändisch พีรนันท์ บัวไข, * 17. Juni 2005) ist ein thailändischer Fußballspieler.

## Karriere
Peeranan Baukhai erlernte das Fußballspielen in der Jugendmannschaft des Udon United FC in Udon Thani. Seinen ersten Vertrag unterschrieb er im August 2022 beim Erstligisten Nongbua Pitchaya FC. Sein Erstligadebüt für den Verein aus Nong Bua Lamphu gab Peeranan Baukhai am 20. August 2022 (2. Spieltag) im Heimspiel gegen Bangkok United. Hier wurde er in der 76. Minute für Rakpong Chumuang eingewechselt. Bangkok gewann das Spiel durch ein Tor des Brasilianers Heberty mit 1:0. Am Ende der Saison 2022/23 musste er mit Nongbua als Tabellenvorletzter den Weg in die Zweitklassigkeit antreten. Am Ende der Saison 2023/24 wurde er mit dem Klub Vizemeister und stieg direkt wieder in die erste Liga auf. Mit dem U23-Team von Nongbua nahm er 2024 an der U23-Meisterschaft teil. Am Ende der Saison feierte er mit der U23 die Meisterschaft. Zur Rückrunde 2024/25 wechselte er zum Viertligisten Udon Banjan United FC. Mit dem Verein aus der Provinz Udon Thani wurde er am Ende der Saison Meister der North/Eastern Region und stieg somit in die dritte Liga auf. Nach der Ausleihe kehrte er im Sommer 2025 nach Nongua zurück.

## Erfolge
Nongbua Pitchaya FC
- Thailändischer Zweitligameister: 2023/24  ▲

Nongbua Pitchaya FC U23
- Thailändischer U23-Meister: 2024

Udon Banjan United FC
- Thailand Semi-Pro League (North/East): 2025  ▲